# Morriston
Morriston (en anglais) ou Treforys (en gallois) est une communauté de la cité et comté de Swansea, au pays de Galles.

## Géographie
Morriston est située à 6 km au nord du centre-ville de Swansea, sur la rive droite de la Tawe (en). L'autoroute M4 passe au nord du quartier.

## Démographie
Au recensement de 2011, la communauté de Morriston comptait 16 928 habitants.